# فوردویل (آریزونا)
فوردویل (به انگلیسی: Fordville) یک منطقهٔ مسکونی در ایالات متحده آمریکا است که در آریزونا واقع شده‌است. فوردویل ۹۰۲ متر بالاتر از سطح دریا واقع شده‌است.